# Вилен-бай-Воллерау
Вилен-бай-Воллерау (нем. Wilen bei Wollerau) — населённый пункт в Швейцарии, в кантоне Швиц.
Входит в состав округа Хёфе. Находится в составе коммуны Фрайенбах. Население составляет 3708 человек (на 31 декабря 2007 года).